# Chenereilles, Loire
Chenereilles este o comună în departamentul Loire din sud-estul Franței. În 2009 avea o populație de 468 de locuitori.

## Evoluția populației
| An        | 1975 | 1982 | 1990 | 1999 | 2006 | 2009 |
| --------- | ---- | ---- | ---- | ---- | ---- | ---- |
| Populație | 209  | 247  | 264  | 312  | 427  | 468  |